# Bij je
Bij je is een lied van de Nederlandse rapper Kosso in samenwerking met de Duitse zangeres Dorentina. Het werd in 2021 als single uitgebracht en stond in hetzelfde jaar als negende track op hun gezamenlijke album Beauty and the beast II.

## Achtergrond
Bij je is geschreven door Albert Dervishaj, Dorentina Krasniqi, Mirfan Zeqiri, Oualid Roshdy en Richard Breevaart en geproduceerd door Fraasie. Het is een liefdeslied dat past in het genre nederhop. In het lied rappen en zingen de artiesten over de liefde die ze voor elkaar voelen en hoe graag ze met elkaar zijn.
Het is niet de eerste keer dat de twee, die met elkaar getrouwd zijn, muzikaal met elkaar samenwerken. Ze brachten eerder al het album Beauty and the beast uit en hadden de hitsingles Bella, 500 PS, Al van mij, Shot, Patte  en Tijd samen. 

## Hitnoteringen
De artiesten hadden bescheiden succes met het lied in Nederland. Het stond op de 86e plaats van de Single Top 100 in de enige week dat het in deze hitlijst te vinden was. De Top 40 en haar Tipparade werden niet bereikt.